# Евріт (філософ)
Евріт (грец. Εὔρυτος) — давньогрецький філософ, досократик, піфагорієць. Жив близько 400 до н. е..
Античний філософ Ямвліх описує його як уродженця Кротону, в іншій своїй праці перераховує серед Тарентських піфагорійців як про учня Філолая. Діоген Лаертський [3] згадує про нього серед учителів Платона, хоча це твердження досить сумнівне. Немає впевненості в тому Евріт був автором робіт, що нині йому приписуються.
Аристотель згадує Евріта, говорячи про точки як межі просторових величин.